# 錫勒亞奈省
錫勒亞奈省（羅馬化：Wilāyat Silyānah 發音：[sɪ̈lˈje̞ːnə]）是突尼西亞北部的一個省。面積4,631平方公里，2004年人口233,985人。首府錫勒亞奈。下分十一縣。